# معركة المناستير (1912)
معركة المناستير (بالإنجليزية: Battle of Monastir)  هي معركة وقعت بالقرب من بلدة بيتولا ، مقدونيا  والتي كانت تعرف آنذاك باسم المناستير وذلك خلال حرب البلقان الأولى بين قوات الدولة العثمانية من جهة وقوات مملكة صربيا من جهة أخري ،وذلك في الفترة من 16 إلى 19 نوفمبر 1912، كجزء من حروب البلقان.
قبيل المعركة كانت قد تراجع القوات العثمانية بعد هزيمتها في كومانوفو ومن ثم أعادة تجميع صفوفه حول بلدة بيتولا، لتواجة الجيش الصربي الأول ، الذي سار من أجل السيطرة علي بيتولا ، لكن الجيش الصربي توقف تحت وقع نيران المدفعية العثمانية الثقيلة واضطر إلى انتظار وصول قواتة المدفعية وفي الثامن عشر من نوفمبر ، بعد تدمير المدفعية العثمانية على يد المدفعية الصربية ، اقتحم الجناح الصربي الأيمن جيش فاردار العثماني ثم دخل الصرب بيتولا في التاسع عشر من نوفمبر، ومع السيطرة علي بيتولا ، كان الصرب يسيطرون على جنوب غرب مقدونيا ، بما في ذلك مدينة أوهريد ذات الأهمية الكبيرة . 

## ما بعد المعركة

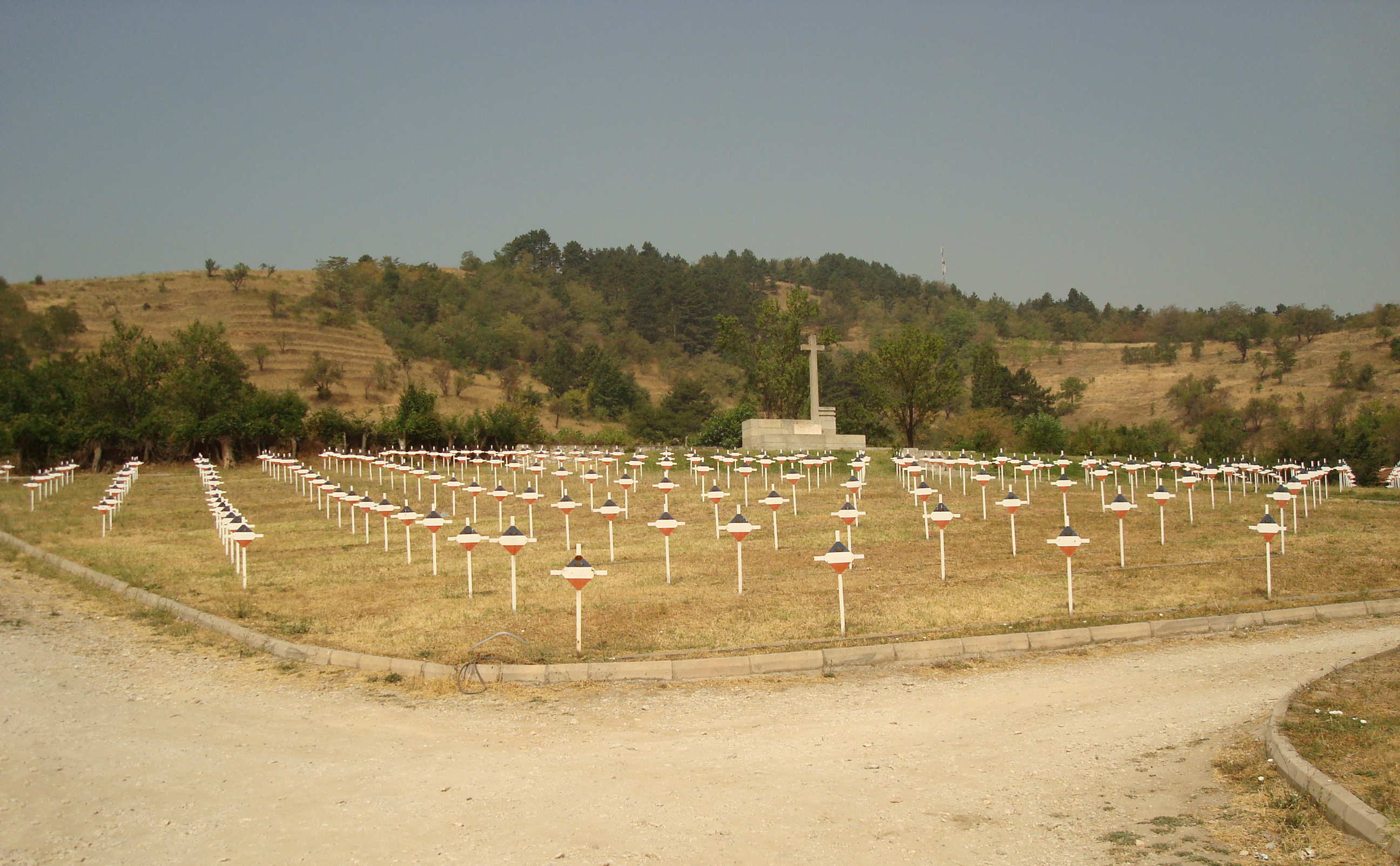
المقبرة العسكرية الصربية في بيتولا.

بعد معركة المنستير ، انتهى حكم مقدونيا العثماني الذي استمر خمسة قرون، كما واصل الجيش الصربي الأول القتال في حرب البلقان الأولى، حيث اراد بعض الصرب أن يواصل الجيش الأول تقدمه في وادي فاردار نحو سالونيك ، ولكن رفض فويفودا بوتنيك ، خوفا من التهديد الذي يلوح بالافق بالحرب مع النمسا والمجر بسبب تمدد الوجود الصربي في البحر الأدرياتيكي، بالإضافة إلى ذلك ، فإن وجود البلغاريين واليونانيين بالفعل في تسالونيكي ، فإن تدخل القوات الصربية هناك كان سيؤدي لتدهور الوضع المعقد .